# Molgula caminae
Molgula caminae är en sjöpungsart som beskrevs av Monniot 1988. Molgula caminae ingår i släktet Molgula och familjen kulsjöpungar. Inga underarter finns listade i Catalogue of Life.